# فدراسیون جهانی بورس
فدراسیون جهانی بورس، (انگلیسی: World Federation of Exchanges) که به اختصار؛ دبلیواف‌ای (WFE) نیز خوانده می‌شود. سازمان بین‌المللی اوراق بهادار می‌باشد، که وظیفه سازماندهی و ارتباط بین بازارهای بورس و سهام در کشورهای مختلف را، بر عهده دارد.
این سازمان، در گذشته با عنوان فدراسیون بین‌المللی بورس اوراق بهادار (فرانسوی: Federation Internationale des Bourses de Valeurs) خوانده می‌شد.
در حال حاضر، اعضای فعلی فدراسیون شامل ۵۵ بازار بورس می‌باشد. مقر اصلی فدراسیون جهانی بورس، در شهر پاریس قرار دارد.